# Rosa Victoria Pardo
Rosa Victoria Pardo Noboa (Quito, Ecuador, 1968) es una radiodifusora, productora y actriz de teatro y televisión ecuatoriana. 

## Trayectoria
Tras realizar estudios de comunicación social y arte dramático, debutó en la adaptación televisiva ecuatoriana de Canción de Navidad, emitida en 1989 y producida por HCJB. Posteriormente participó de las teleseries El Segundo Enemigo y La Jaula de la cadena Ecuavisa y en el telefilm Recuerdos en Paita de la cadena Teleamazonas.
Actualmente es directora ejecutiva de la Fundación Teatro Bolívar y conductora del programa Punto de Encuentro de Radio María 100.1 FM en Quito.

## Obras
Televisión
- Canción de Navidad (1989)
- El Segundo Enemigo (1990)
- La Jaula (1990)
- Recuerdos en Paita (1999)
- Olmedo: el castigo de la grandeza (2009)

Teatro
- El Mayordomo (2020)
- Yo soy Medardo (directora, 2024)